# 闘戦経
『闘戦経』（とうせんきょう、旧字体：鬭戰經）は、平安時代末期に成立したとみられる日本の兵法書（後述）。現存する国内独自の兵法書としては、最古の兵法書である。防衛学研究者の一般的見解では武士道・武士道精神の始まりとされ、鎌倉幕府の御家人・文官御家人の愛読書だったとされる。起源については大江家の家宝を起源とする説が有力であるとされる。

## 著者・成立
当書を著し、代々伝えてきたのは、古代から朝廷の書物を管理してきた大江家であり、鎌倉幕府の時代では源頼朝から実朝の三代にわたって、兵法師範として伝授してきた一族である。
当書によれば、「永い歳月を経て、虫や鼠にかわりがわり噛まれ、その伝えを失い、何人の作述か（具体的には）知られておらず、大祖宰（大江）維時卿の作とも、大宰帥匡房卿の書なりともされる」とあり、説として、維時か匡房としている。日本兵法研究会会長家村和幸は、時代的に見て匡房の作としている。従って、11世紀末か12世紀初め頃とみられる。当書には、一切、「武士」や「侍」といった語が用いられておらず、「兵」や「軍」としか記されていない。また、内容から権威主義的であり、戦国期（15世紀末から16世紀）における下剋上といった合理・実力主義的な思考（中国的戦争観）が全く見られないことから、まだ武家が権威に対して従順だった時代の頃（鎌倉期以前）の作とわかる（戦国期では通じない精神的な面、「兵の本分とは」といった理念も見られる）。
また、『闘戦経』は度重なる戦乱を経て一部のみ伝わったものとされる。

## 作述理由
著された理由として、中国兵法書『孫子』における「兵は詭道なり（謀略などの騙し合いが要）」とした思想が日本の国風に合致せず（『闘戦経』の内容からも、知略ばかりに頼れば、裏目に出るとした考え方がうかがえる）、いずれこのままでは中国のような春秋戦国時代が訪れた際、国が危うくなるといった危惧から、精神面を説く必要が生じた為、『孫子』の補助的兵書として成立した旨が、『闘戦経』を納めた函（はこ）の金文に書かれている。金文を一部引用すると、「闘戦経は孫子と表裏す」とあり、『孫子』（戦略・戦術）を学ぶ将は『闘戦経』（兵としての精神・理念）も学ぶことが重要であるとした大江家の思想がうかがえる。

## 名の由来
『闘戦経』の序文において、「闘戦全ての経なるものにして、本朝兵家のうん秘、我家の古書なり」（闘戦全経者、本朝兵家之蘊奥、我家之古書也。）とあり、国内の兵法書において、「経」を冠した兵書がないことからも、経といえる兵法書は当書が初めてであり、これが名の由来とみられる。なお、序文は室町時代に記述されたものとされ、この序を記した大江某とは、応仁の乱以前の大江家当主とみられる。

## 伝来・由緒
作述されてからは、大江家38代大江広元が、鎌倉幕府・源氏三代に仕えたが、北条家の治世となってからは遠ざけられ、結果として理解しやすい『孫子』・『呉子』が武家社会の間で普及し、『闘戦経』を学ぶ者は一部の武家に限られ、伝えられた。
のちに、41代大江時親は金剛山麓に館を構え、当地周辺の豪族に兵法を伝授するようになる。その中には、鎌倉幕府を倒し、足利家に立ち向かった名将楠木正成もいたとされる（当将は最期まで権威に従い、裏切らなかった）。建武中興（1334年）後、時親は安芸国へ行き、毛利家の始祖となる。
戦国期に至り、大江家52代毛利元就の弟である大江元綱は、この書を出羽守の秦武元に授け、さらに彼から伝授された眞人正豊（橘正豊）は、自らを「江家（ごうけ）兵学の正統」と称し、元就の孫（吉川元春の子）たる大江元氏に「源家古法」と共に伝えた（この「源家古法」の表現は、当書内にも見られる）。
その後は、江戸期に至り、18世紀中頃の宝暦年間に伊予松山藩の兵法師範木村勝政に伝えられ、藩内において数代にわたって伝え続けられてきた。この他にも、何らかの形を経て、黒羽藩にも伝わっている。
最終的に『闘戦経』は大正15年（1926年）に海軍兵学校に全て寄贈され、戦前の海軍大学校でも、『闘戦経』を講義に用いた。現在9冊の写本が残り、それぞれ、本文だけのもの、注釈つきのもの、釈義のみのものがあり、現在に至るまで、古来の日本兵法思想とは何かといった研究に欠かせない資料となっている。

## 内容
一部のみ現存する上、『孫子』の補助的兵書としての役割の為、兵として、将としての思想・精神・理念・心法を主に説き、用兵論を一部で説いているものの、攻城戦や籠城戦といった具体的な戦術論は説かれていない。実質的戦術は『孫子』・『呉子』に任せている形となり、従ってこれらの中国兵法書も熟知していなければならない。また、文は全体的に見て、短く、簡潔にまとめられている為、読者に解釈を求められる形式となっていて、後世、注釈本が書かれたゆえんでもある。
（現存部として）全53章から成る。
当書における思想の特徴として、物事を二元的に区別して考えるのではなく、一元的に集約して語り、用所ごとに使い分けるべきと論じたもので、「これは一と為（な）し、かれは二と為す。何を以って輪と翼とを諭（さと）らん」の文に表れている。翼は一対であり、区別（二元論）をしても、ものの役には立たないのは事実であり、中国朝廷の制度のように、文官・武官と別けるのではなく、両道に努めるべきだとする大江家兵法の根幹が各所で説かれる。一方で、思考の基盤としては、陰陽思想や古代中国の賢人の言葉を引用し、自然の摂理（自然現象や動物の体形および生態系）から照らし、物事を洞察し、解するように述べている。
『孫子』について、「孫子十三篇、懼（おそ）れの字を免れざるなり」（敵に対して恐れをもっている）とあり、いかに有能で優れた兵法書たる『孫子』でも、精神面は説いていないとする。『呉子』については、「呉起の書六篇は、常を説くに庶幾（ちか）し」とし、常道の大切さを説く（当書は基本を何度も説く）。
用兵論として、「単兵にて急に虜にする者は毒尾を討つなり」（小部隊に急襲させ、捕虜を得るにはまず危険な所から討て）や「先づ脚下の蛇を断ち、而（しか）して重ねて山中の虎を制すべし」（目先の危災を処理してから遠地の強敵に向かえ）といった現代では基本ともいえる順序を述べている。他にも「軍に踵（きびす）無きものは善なり」（良き軍とは余計な足跡を残さない）と用兵の理想（何事においても一度で済ます規律さ、迷いのなさ）が記されている。三十六章については、物資や兵站についてのものと解釈できるが、精神論的であり、小さいものから大きなものが生じたり、小さなものの中に広大な世界があるといったたとえをした上で、「天地の性がどうして少ないといえるか（考え方次第で不足なものはない）」としているあたりは老子の道徳経の影響も見て取れる。
また、「善のまた善なるものは却（かえ）って兵勝の術に非（あら）ず」といったように、やたら付け加えたり、多過ぎても、時によっては悪いと説き、「一心と一気とは兵勝の大根か」といったように、兵が勝つ為にはバラバラな気の状態・心理状態より、一斉に一致団結するのが基本であると兵が勝つ為の基本的条件を将たる者に語っている。そういった意味では、将としての資格を養う為の書といえる。それは、「剛を先にして兵を学ぶ者は勝主となり、兵を学んで剛に志す者は敗将となる」（術や兵学より体を鍛える＝基礎体力の向上の方が先である）とした表現からもわかる。
兵としての社会的役割・意義についても多々語っていて、「兵の本は過患（かかん）を杜（ふさ）ぐにあり」（兵士の本分は、災いや凶事を杜（と）絶することにある）とし、「用兵の神妙は虚無に堕ちざるなり」（無駄に思想に凝るのではなく、実に努めることが用兵の要である）としている。仏僧が幻術（奇術）による布教を本分に非ずとする考えと同じである。また、「兵者は綾（りょう）を用ふ」（綾とは、この場合、鋭い勢い、鋭気を指す。転じて鋭い洞察力とも解せる）として、兵の基本的状態のあり方を説き、「兵の道にある者は能（よ）く戦うのみ」（下手に裏工作をすれば、裏目を見る）といった姿勢からも、基本からブレるべきではないとしたことを繰り返して述べている。
一方で現実的な面も突きつけており、「鼓頭に（鼓が鳴り、戦が始まれば）仁義無く」や「勝ちて仁義行はる」といったように、平時での仁義は戦場では通じないと割り切り、「儒術は死し、謀略は逃る」（儒を奉じる者は事変に会って死を選ぶ他なく、謀略を成す者は危急の際、逃げる）と語っているように、儒教に対しては、むしろ批判的な一面を有し、この文からも、謀略家を批判する立場をとっている。
智者の定義としては、「取るべきは倍取るべし。捨つべきは倍捨つべし。鴟顧（しこ）して狐疑する者は智者依らず」（鳶が後方を気にし、顧み、円を描いて飛び、狐のように疑ってぐずぐずするような者は知恵ある者にあらず）とあるように、智者の条件とは、決断力ある者とする。
権威については、「草木なるものは霜を懼れて雪を懼れず。威を懼れて罰を懼れざるを知る」（民は権威が恐ろしくて、権力が恐ろしくないことを知っている）と解し、「戦国の主たる者は、疑を捨て、権を益すに在り」（疑心を捨て、権威を益せ）と説いているが、現実の国内戦国史においては、多くの武将が中国観における「疑って当然」という態度・姿勢を示しており、当書が権威に従順だった頃に成立したものとわかる。
「死を説き生を説いて、死と生とを弁ぜず。而して死と生とを忘れて、死と生との地を説け」（死とは生とは何かと説いたところで、死と生とはわかるものではない。むしろ死生については忘れ、死すべき地と生きるべき地とを説け）とするこの考えは日本的である。それは日本列島が細長い地形であり（南から東北にかけて広がる点は、ヨーロッパ大陸とも似、南部と東北に異文化が栄えた点も似るが）、一度、大きな戦争が始まると、一方が先端に追い詰められやすく、史上で度々そうしたことが起きたこと（例として、源平合戦、南北朝、関ヶ原の戦いなど）とも関連する。日本には山々や離島といった「隠れる場所」はいくらでもあるが、広大な大陸のように「逃げる場所」があるわけではない（日本で戦うとは、いうなれば、高所の綱の上での戦いである）。そこで武人達の間で何度となく、試され、培われたのが、見苦しくない「潔さ」といった精神であり、死生そのものより、死地と生地を説けといった考え方が当書にも表れている。

## 『闘戦経』内におけるヒエラルキー
「兵術は草鞋の如し。その足健にして着すべし。豈（あ）に跛（は）者の用うる所となさんや」（草鞋は強靭な足にのみ着用るもので、兵術も適材適所である。足腰弱く歩けない者に用いた所で役立つことはない。）としているように、兵術の根本は兵の健康が前提であり、従って最下層は「不健康者（それぞれの規格に不適合な者）」、その上に「健常者」がくる。次いで「術は却って力に勝る」とあり、「ただの体力自慢」より「術者」（この場合は投石者や弓術者などの専門家）を上とする。そして頂点を「鋭い者」(権力)とする。後世の兵法書である『甲陽軍鑑』の分類でいう「兵法遣い」・「兵法者」は、「術者」に当たるといえる。そしていかに知識に長けた将も、洞察力のある将には出し抜かれるとされる。

## 備考
- 『史記』孫子・呉起列伝（第五）から引用するのであれば、「太史公曰く、（省略）実行上手な者が必ずしも説明上手とは限らず。その逆もしかり。他人を計略にかけてきた孫子は知略家であったが、自身は刖（あしきり）の刑にかけられることを予防できなかった（後略）」旨の話を記し、用兵・謀略を説いた孫子自身が計略にかかって害を防げなかったことは、悲しいことで、皮肉なこととして述べられている。このように中国では一元的には語られず、計略を尽くす謀略家自身が妬まれ、裏目に出ている。
- また『史記』には、「人を鏡とする者は自分の吉凶を知る」とも記され、兵書の鏡を『孫子』とする立場を取る大江家としては、前述の孫子の結果が、自家将来の凶事と認識されたとも考えられ、当書＝国風兵書の成立に繋がったとも考えられる。
- 当書の「矢の弦を離るるものは衆を討つの善か」は、『孫子』の表現[19]からすれば、一度放たれたら戻らない「勢い」を説いたものと解釈できる。
- 『孫子』の中の「勢」には2つの意があり、「大勢（組織）[20]」と「情勢」「状況」[21]であり、『闘戦経』内でも「龍の太虚に勝るものは勢なり」とあり、『孫子』の解釈に従った場合、この勢は情勢の方ともとれる。
- 広大な中国において、「戦略」といった長期的兵法が発展したのに対し、追い詰めやすく、逃げる場がない日本（隼人・蝦夷征討が例）において、武人の質や精神面の方が兵法書で説かれたのは風土観の違いにもより、当書以降、その考え方が続いていることがわかる。中世以降の兵法書は中国における意とは異なり、『五輪書』や柳生家の兵法書に見られるように、流派における武術書の意となり、精神論や活人剣といった思想が説かれている。
- 当書には、度々、（過去の事例として）昔話が引用され、例として、身が石化した婦女の話、すなわち松浦佐用姫の話を出し、謀略家と比較し、最後まで夫を慕ってその地に残り続けた婦女に対し、危い時に逃げる謀士が郷里に骨を残したことは見たことがないと記し、純情な者は、たとえ武人でない女性であっても後世まで残ると語り、謀略家は精神面では佐用姫にすら及ばないと説いている。
- 当書にも記述がある「兵道（つわもののみち）」とは、後の武士道を指し[22]、武家道徳を意味するが、大江家は公家（解釈を広げても、朝廷の兵家）であり、国風兵書たる当書も武家の兵法書ではなく、公家が著した兵法書である（それでも中世以降、一部の武家の指南書となった事実はある）。